# Bomber (àlbum)
Bomber va ser el tercer àlbum de Motörhead publicat (en seria el quart - vegeu On Parole). Va ser gravat el 1979, al mateix any de Overkill. L'àlbum va arribar al lloc 12 en els èxits del Regne Unit per cançons des de llavors famoses, com "Bomber", "Dead Men Tell No Tales" i "Stone Dead Forever".

## Història
Durant l'enregistrament d'aquest àlbum, el productor Jimmy Miller estava sumit en la seva addicció a l'heroïna, arribant a absentar-se de l'estudi i aparèixer dormint en el cotxe. Irònicament l'àlbum conté la seva primera cançó anti-heroïna - "Dead Men Tell No Tales".
L'àlbum mostrava a un Lemmy pegant dur a la policia en "Lawman", al matrimoni i com el seu pares els abandona ell i a la seva mare en "Poison", a la televisió en "Talking Head" i al show business en "All the Aces". La cançó que dona nom a l'àlbum va ser inspirada per la novel·la de Len Deighton, Bomber. En la cançó "Step Down" "Fast" Eddie Clarke adopta el paper de vocalista.

## Llista de cançons
Totes les cançons compostes per Ian Kilmister, Phil Taylor i Eddie Clarke, excepte on s'indiqui el contrari.

### Àlbum original
1. "Dead Men Tell No Tales" - 3:07
2. "Lawman" - 3:56
3. "Sweet Revenge" - 4:10
4. "Sharpshooter" - 3:19
5. "Poison" - 2:54
6. "Stone Dead Forever" - 4:54
7. "All the Aces" - 3:24
8. "Step Down" - 3:41
9. "Talking Head" ? 3:40
10. "Bomber" - 3:43

#### Pistes addicionals
1. "Over the Top" - 3:21
2. Editat originalment com a Cara B de Bomber.
3. "Leaving Here" (Lamont Dozier, Brian Holland, Edward Holland) [Directe] ? 3:02
4. "Stone Dead Forever [Directe]" ? 5:20
5. "Dead Men Tell No Tales [Directe]" ? 2:54
6. "Too Late Too Late [Directe]" ? 3:21
7. Pistes 12 - 15 pertanyien originalment a The Golden Years EP de 1980.

### Edició Deluxe

#### Disc 1
1. "Dead Men Tell No Tales" - 3:07
2. "Lawman" - 3:56
3. "Sweet Revenge" - 4:10
4. "Sharpshooter" - 3:19
5. "Poison" - 2:54
6. "Stone Dead Forever" - 4:54
7. "All the Aces" - 3:24
8. "Step Down" - 3:41
9. "Talking Head" - 3:40
10. "Bomber" - 3:43

#### Disc 2
1. "Over the Top" - 3:20
2. "Stone Dead Forever [Versió Alternativa]" - 4:34
3. "Sharpshooter" [Versió Alternativa]" - 3:16
4. "Bomber [Versió Alternativa]" - 3:35
5. "Step Down [Versió Alternativa]" - 3:29
6. "Leaving Here [Directe]" (Dozier, Holland, Holland) - 3:02
7. "Stone Dead Forever [Directe]" - 5:31
8. "Dead Men Tell No Tals [Directe]" - 2:44
9. "Too Late Too Late [Directe]" - 3:20
10. "Step Down [Directe]" - 3:49

## Crèdits
- Lemmy (Ian Kilmister) - veu, baix
- "Fast" Eddie Clarke - guitarra, veu a "Step Down"
- Phil "Philthy Animal" Taylor - bateria
- Adrian Chesterman - disseny gràfic
- Joe Petagno - logotip de Snaggletooth
- Jimmy Miller - producció
- Trevor Hallesy - enginyer